# Hexatoma ctenophoroides
Hexatoma ctenophoroides är en tvåvingeart. Hexatoma ctenophoroides ingår i släktet Hexatoma och familjen småharkrankar.

## Underarter
Arten delas in i följande underarter:
- H. c. ctenophoroides
- H. c. nigrithorax